# Huelga general española del 27 de septiembre de 2024
El 27 de septiembre de 2024, tuvo lugar una huelga general en España en solidaridad con el pueblo palestino en el Genocidio de Israel al pueblo Gazati, convocada estatalmente por los sindicatos Confederación General del Trabajo (CGT) y Solidaridad Obrera. La demanda principal era la ruptura de relaciones diplomáticas y comerciales entre el gobierno español y el Estado de Israel,y también a escala autonómica.
Asimismo, se reclamaba detener el comercio de armas entre España e Israel en cumplimiento con el Tratado de comercio de armas ratificado por el Estado español en 2014,al igual que el reconocimiento de los refugiados palestinos como tales para que el Estado pudiera garantizar su acogida. En cuanto a las demandas autonómicas, en Cataluña una de las peticiones realizadas al Gobierno era cerrar la sede de la Agencia para la Competitividad de la Empresa (ACCIÓN) en Tel Aviv, mientras que en la Comunidad Valenciano se pedía a la Generalitat que se impidiera que los barcos que transportaban armas a Israel pararan en puertos valencianos a reponer gasolina. También hubo clamores contra el apoyo económico y militar de Estados Unidos de América y la Unión Europea, sin el cual «este genocidio no habría sido posible».

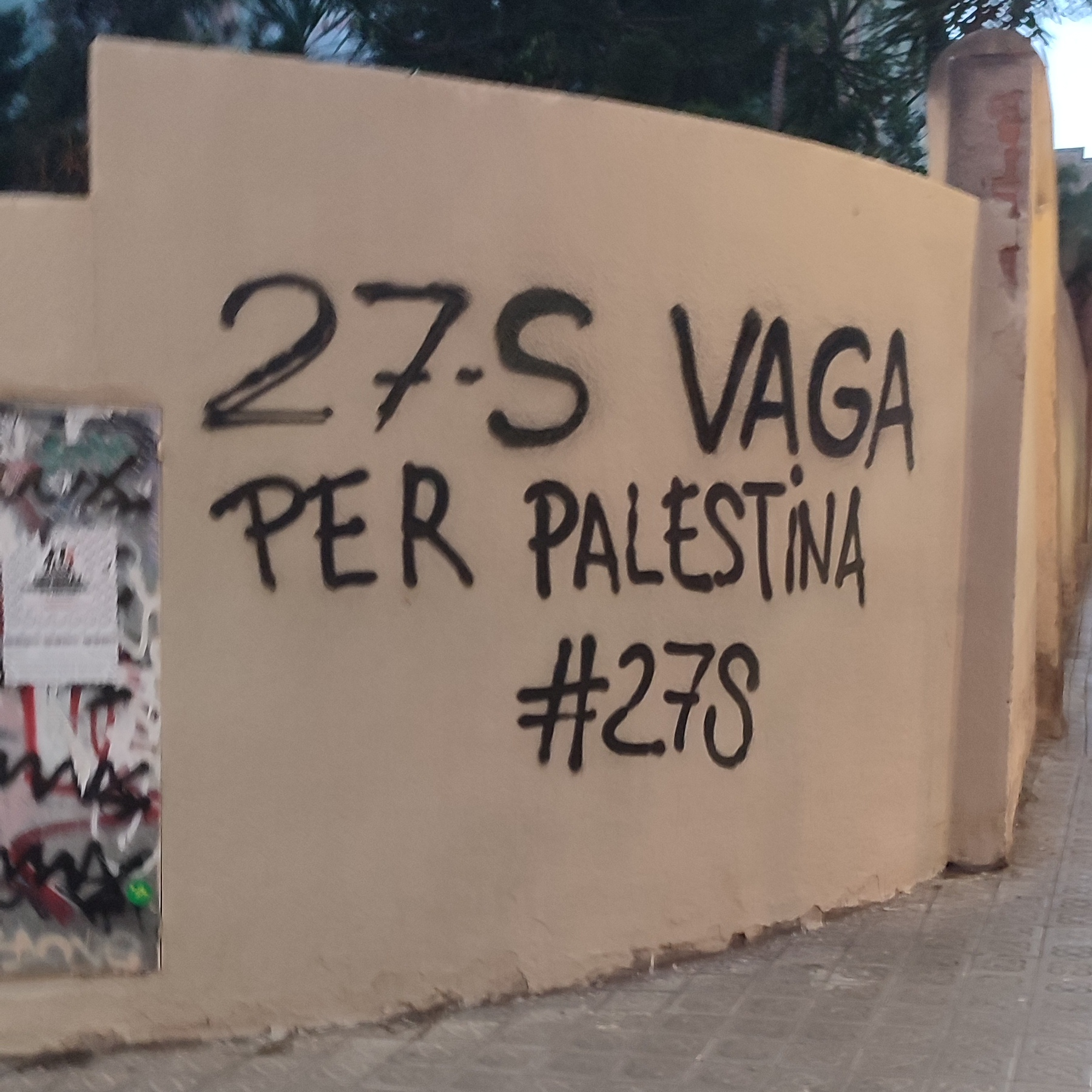
Grafiti anunciando la huelga general en Travessera de Dalt.

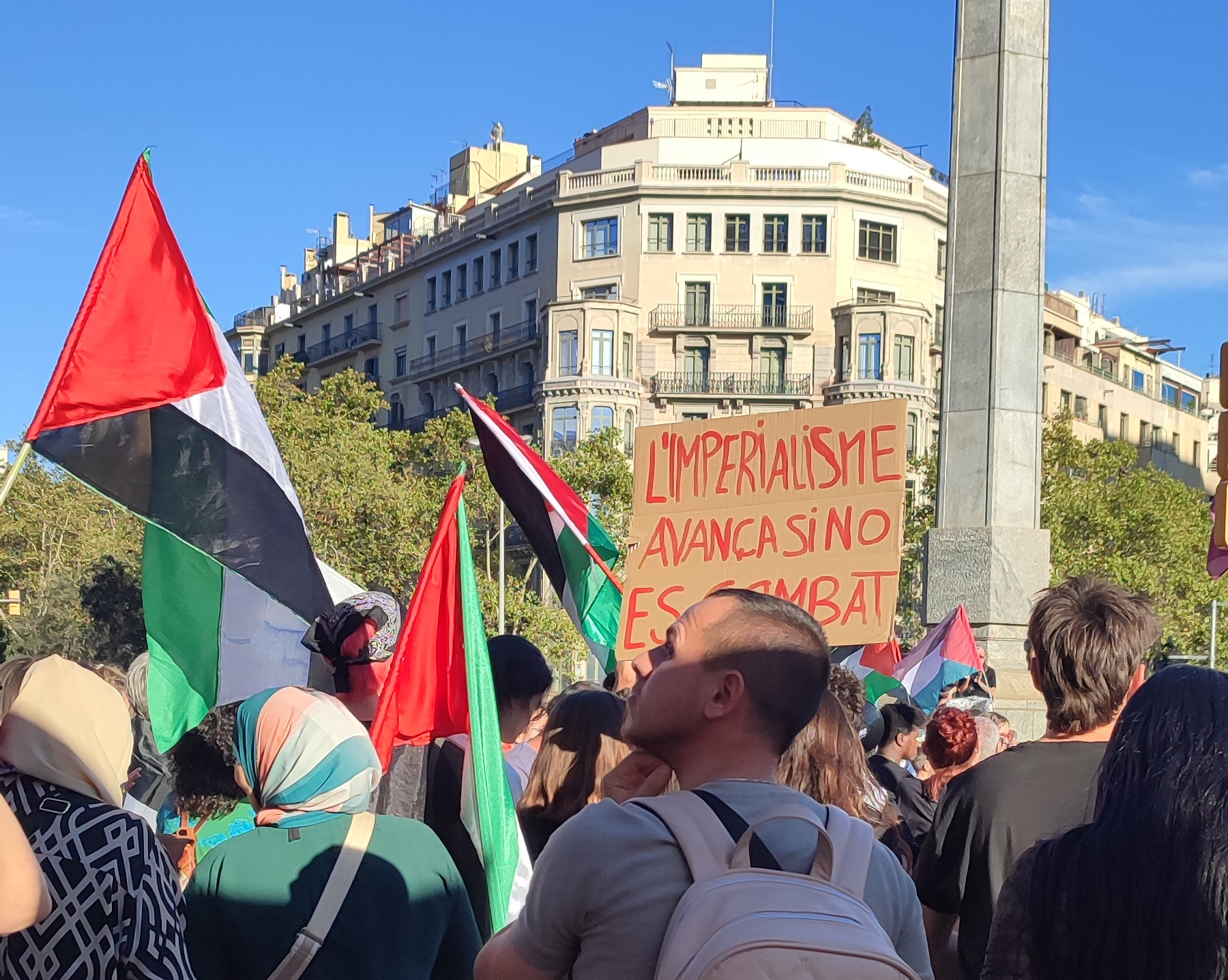
Manifestación en los Jardinets de Gràcia.

La CGT y Solidaridad Obrera, los sindicatos convocantes, advirtieron de la dificultad que supondría para muchos trabajadores adscribirse a esta huelga y criticaron el hecho de que los sindicatos mayoritarios no se hubieran sumado a tiempo para anunciar de forma más amplia la convocatoria. Aun así, aseguraron que en la huelga darían cobertura legal a cualquier trabajador, aunque estuviera afiliado. Aparte de las entidades convocantes, se adhirieron a la huelga decenas de organizaciones de los Paísos Catalanes y más de 200 en el seno del Estado, entre las cuales se encontraban algunos sindicatos estudiantiles, la Asamblea de Acampada x Palestina de la Universidad de Barcelona, Marea Pensionistas, el Comité de Solidaridad de Palestina de Sants, Lucha Internacionalista, Crida LGBTI, Samidoun, Alkarama, Anticapitalistas, BDS Madrid, Ecologistas en Acción, la Asociación de Profesionales de la Danza de Cataluña, el Sindicato de Inquilinos e Inquilinas, la Candidatura de Unidad Popular, el Teatro del Barrio de Madrid, la Coordinadora Obrera Sindical, Comisiones de Base, el Sindicato Obrero Aragonés, la Red Universitaria Por Palestina, la Coordinadora Estatal por la Defensa del Sistema Público de Pensiones, la Corriente Revolucionaria de Trabajadores, Pan y Rosas, Contracorriente y Marea Verde.
Aparte del paro laboral, se planteó el día como una jornada de lucha, por lo que se llevaron a cabo protestas y manifestaciones en más de 50 ciudades de toda España, algunas de las cuales fueron convocadas por el Sindicato de Estudiantes: las hubo en Barcelona, Valencia, Palma de Mallorca, Alicante, Elche, Madrid, Bilbao, Vitoria, Pamplona, Oviedo, Sevilla, Málaga, Granada, Guadalajara, Valladolid, Burgos, Palencia, Toledo, Santander, Soria, León, Tenerife, Pontevedra, La Coruña, Ferrol, Vigo, Santiago de Compostela, Orense, Zaragoza y Teruel. En Cataluña, tuvieron lugar en los municipios de Manresa, Lérida, Gerona, Tarragona, Martorell, Sabadell, Tarrasa, San Cugat del Vallés, Villanueva y Geltrú, Puebla de Segur, Sant Joan Despí, San Antonio de Calonge, Palamós y Tortosa. En la manifestación unitaria de Barcelona, convocada por la tarde por la plataforma Basta Complicidad con Israel y la Comunidad Palestina de Cataluña, se reunieron miles de personas en los Jardines de Salvador Espriu (40.000 según los organizadores, 4500 de acuerdo con la Guardia Urbana).
La huelga se organizó tras las decenas de manifestaciones y protestas del movimiento en apoyo al pueblo palestino en realizadas anteriormente, en la que la movilización universitaria tuvo un papel destacado. Además, tuvo lugar durante la guerra líbanesa-israelí y poco antes del primer aniversario del ataque de Hamás a Israel del 7 de octubre de 2023, que causó el aumento de la violencia en el conflicto entre Israel y Palestina. Fue precedida por la huelga análoga en Cataluña de febrero de 2024 convocada por CGT Catalunya, Intersindical-CSC y IAC-CATAC, a petición del Sindicato de Trabajadores y Trabajadoras de Palestina.